# Sedan (Franța)
Sedan este un oraș în nordul Franței, sub-prefectură a departamentului Ardennes în regiunea Champagne-Ardenne, pe fluviul Meuse și are o populație de 22.000 de locuitori. 
În 1870, fortul de la Sedan a fost locul de desfășurare al bătăliei decisive în cadrul războiului franco-prusac. Înfrângerea armatei franceze a dus la sfârșitul celui de-al doilea Imperiu Francez.

## Personalități născute aici
- Henri de la Tour d'Auvergne, Viconte de Turenne (1611 - 1675), Mareșal al Franței;
- Étienne Jacques Joseph Alexandre MacDonald (1765 - 1840), Mareșal al Franței;
- François Willème (1830 - 1905), pictor, sculptor;
- Gustave Deloye (1838 - 1899), sculptor, medalist;
- Yves Congar (1904 - 1995), călugăr dominican, teolog;
- Frédérick Tristan (1931 - 2022), scriitor;
- Michel Fourniret (1942 – 2021), criminal în serie;
- Yannick Noah (n. 1960), tenismen, cântăreț.